# Samoorganizacja

Mimivirus – podobnie jak inne wirusy nie zawiera kodu genetycznego całej swojej otoczki, gdyż musiałby mieć więcej DNA niż się go mieści w otoczce. Kodowane są proteiny tworzące pojedynczy kapsomer. Kapsomery (od kilkunastu do kilkuset) składają się tworząc otoczkę dzięki samoorganizacji.

Samoorganizacja, samoporządkowanie (ang. self-organisation, self-assembly) – zjawiska, w których elementy układu złożonego ulegają spontanicznemu uporządkowaniu; tworzenie się zorganizowanych struktur przestrzennych lub korelacji w przestrzeni i czasie pod wpływem oddziaływań zachodzących pomiędzy elementami układu, oraz między układem a jego otoczeniem. 

## Terminologia
W zależności od kontekstu i dyscypliny naukowej słowa samoorganizacja i samoporządkowanie mogą być traktowane jako synonimy, lub mieć osobne znaczenia.
Samoorganizacja może dotyczyć różnych dziedzin i obejmować układy o różnych rozmiarach fizycznych i różnym stopniu złożoności: od kilkunastoelementowych (np. kapsomery wirusów spontanicznie łączące się w otoczkę wokół materiału genetycznego wirusa), po praktycznie nieskończone (samoorganizacja materii w kosmosie: tworzenie i uporządkowanie galaktyk).

## Chemia
Samoorganizacja zachodząca na poziomie indywiduów chemicznych (atomów, cząsteczek, kompleksów) nosi nazwę samoorganizacji molekularnej. Mimo mikroskopowego charakteru oddziaływań chemicznych, formy samoorganizacji powstające w takich układach mogą być makroskopowe: klasycznym przykładem są struktury pojawiające się w oscylacyjnych reakcjach chemicznych. Za przejaw samoorganizacji można także uznać tworzenie się w pewnych warunkach szczególnych struktur krystalicznych, tak zwanych dendrytów.

## Struktury dyssypatywne
Oprócz samoistnego porządku towarzyszącego układom termodynamicznym w stanie równowagi (np. uporządkowania cząsteczek lub atomów tworzących kryształ), istnieją również formy samoorganizacji pojawiające się jedynie w układach dalekich od stanu równowagi, niejako napędzane przepływem energii lub entropii. Ponieważ formy te istnieją jedynie dzięki przepływom (inaczej rozpraszaniu lub dyssypacji), nazywa się je strukturami dyssypatywnymi. 
Formalnie takimi strukturami są dowolne organizmy żywe, dla których osiągnięcie stanu równowagi termodynamicznej byłoby równoznaczne ze śmiercią.

## Układy biologiczne
Samoorganizacja w układach biologicznych odpowiada za budowę większości tkanek, a także za samorzutną organizację populacji i ekosystemów. Przykładowo, zdaniem Deborah Gordon i Giovanny Serugendo, termity lub mrówki budujące swoje kopce nie kierują się przy tym wizją całości dzieła, mrowisko lub kopiec powstaje wskutek samoorganizacji w działaniu jednostek reagujących na bodźce chemiczne wytwarzane przez resztę kolonii. Z kolei Günther Becker zaobserwował, że termity z gatunku Heterotermes indicola umieszczone w osobnych pojemnikach bez możliwości komunikacji chemicznej, cieplnej czy za pomocą drgań, zachowywały się tak, jakby tworzyły jeden wspólny kopiec, komunikując się za pomocą czegoś, co Becker określił mianem biopola.

## Optymalizacja
Obserwacja zjawisk występujących w przyrodzie pozwoliła na odkrycie algorytmów statystycznych samoorganizacji, wykorzystywanych do optymalizacji. Na przykład zachowania mrówek znalazły odbicie w tzw. algorytmach mrówkowych (ang. ant algorithms), stosowanych m.in. do optymalizacji dyskretnej. Do tej klasy należą także algorytmy oparte na symulowanym wyżarzaniu oraz na samoorganizacji systemów wieloagentowych (ang. multi-agent systems – MAS).

## Modelowanie
Samoorganizacja może mieć również miejsce w układach abstrakcyjnych na poziomie symulacji komputerowej (np. automaty komórkowe) lub rozwiązań modelu matematycznego (np. równań różniczkowych związanych z modelowaniem pogody), przy czym jeśli układy te są adekwatnym opisem rzeczywistych zjawisk (odpowiednio, np. kolonii grzybów lub rzeczywistej konwekcji w atmosferze), to podobne formy samoorganizacji występują również w modelowanych zjawiskach rzeczywistych (odpowiednio, np. czarcie koła grzybów, cykliczne wahania pogody).

## Materiały uzupełniające
- Stuart Kauffman: At home in the universe: the search for laws of self-organization and complexity. New York: Oxford University Press, 1995. ISBN 0-19-509599-5. Brak numerów stron w książce